# Шишмарёв, Дмитрий Семёнович
Дми́трий Семёнович Шишмарёв (14 [25] октября 1768, Российская империя — 1 мая 1830, Або) — российский генерал-майор, капитан порта города Або.

## Биография
Родился 14 октября 1768 года в Российской империи. Контр-адмирал Глеб Семёнович Шишмарёв приходился ему племянником.
В 1781 году поступил в Морской кадетский корпус и в 1785 году произведён в гардемарины.
До 1788 года проходил службу в Балтийском море. В 1787 году произведён в мичманы и в 1788 году на корабле «Изяслав» участвовал в Гогландском сражении во время русско-шведской войны.
В 1789 году произведён в чин лейтенанта и крейсировал в Балтийском море, где был участником Эландского сражения, а в 1790 году (на том же корабле) — Ревельского и Выборгского сражений.
С 1793 по 1800 годы будучи переведённым из Балтийского флота в Черноморский, ежегодно плавал в Азовском и в Чёрном морях, командуя транспортными судами.
В 1800 году вновь переведён на Балтийский флот и в 1802 году командовал транспортом «Брлета-Маргарита», причём при переходе из Кронштадта в Роченсальм во время шторма судно вынуждено было, для спасения команды, выкинуться к берегу на мель, где и разбилось, но люди за исключением одного были спасены.
В 1803 году произведён в чин капитан-лейтенанта и с 1804 по 1805 годы состоял в должности обер-провиантмейстера в Санкт-Петербурге.
В 1807 году на корабле «Сильный», в эскадре вице-адмирала Дмитрия Сенявина, участвовал при овладении островом Тенедос, а также в Дарданелльской операции и в Афонском сражении в ходе русско-турецкой войны. Затем, временно командуя кораблём «Сильный», в связи со смертью капитан-командора Ивана Игнатьева, перешёл со всей эскадрой в Лиссабон. За эти военные отличия был 12 сентября 1807 года награждён золотой шпагой с надписью «За храбрость».

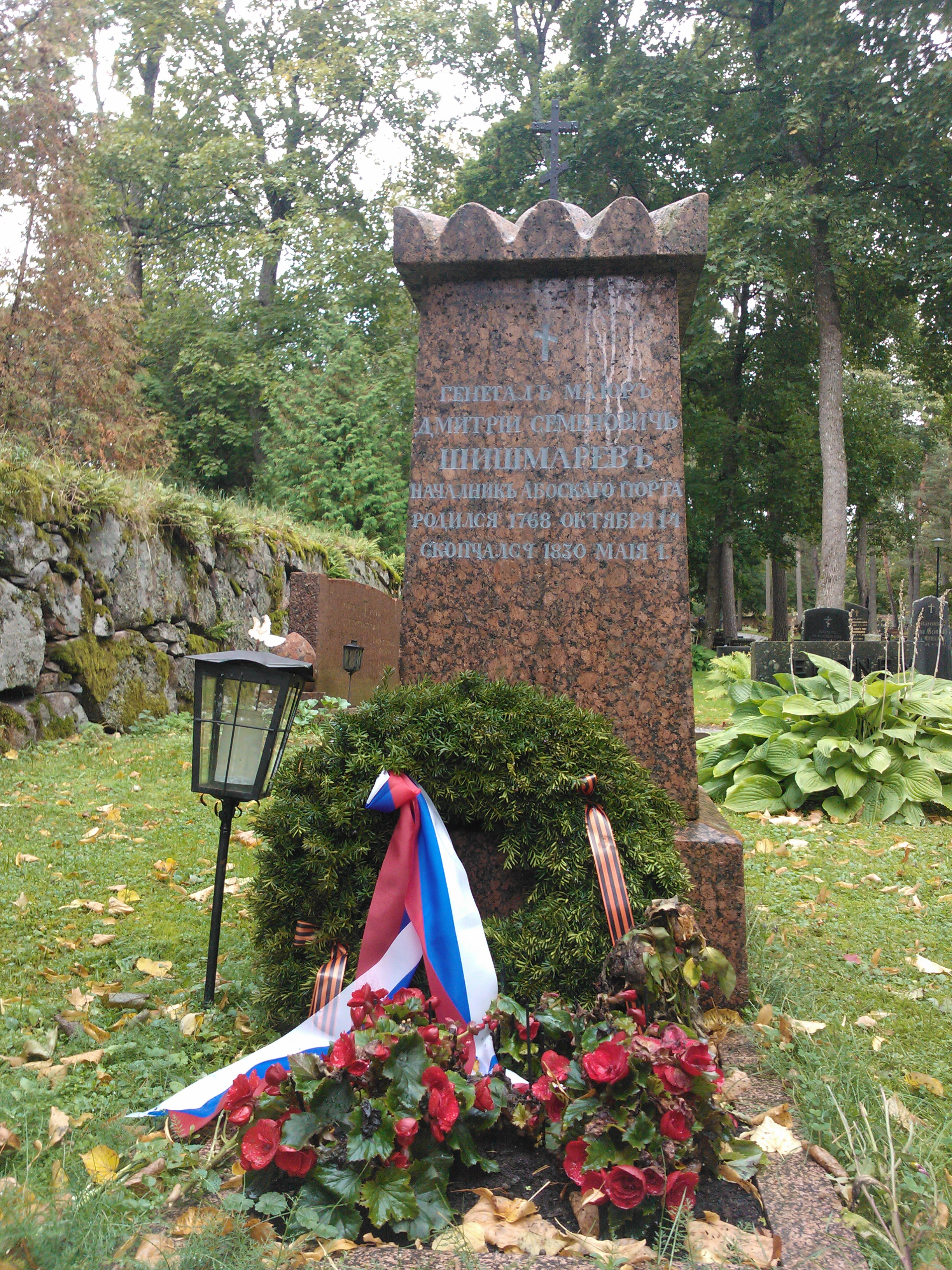
Могила Д. С. Шишмарёва в Турку

В 1809 году за 18 морских кампаний награждён орденом св. Георгия 4-го класса (№ 2230 по кавалерскому списку Григоровича — Степанова), а в 1810 году произведён в капитаны 2-го ранга.
С 1812 по 1814 годы провёл в заграничном плавании у берегов Англии, а в следующем 1815 году командовал в Ревеле 5-м корабельным экипажем.
В 1816 году произведён в капитаны 1-го ранга и до 1823 года командовал 26-м флотским экипажем в Свеаборге, в Великом княжестве Финляндском.
В 1823 году за 35-летнюю службу в офицерских чинах награждён орденом св. Владимира 4-й степени и назначен капитаном над Абоским портом. В 1824 году произведён в капитаны-командоры.
Скончался 1 мая 1830 года в чине генерал-майора флота и был погребён на православном участке городского кладбища города Або.

## Награды
- Золотое оружие «За храбрость» (12 сентября 1807)
- Орден Святого Георгия 4-й ст. (1809)
- Орден Святого Владимира 4-й ст. (1823)

## Семья
- Сын Шишмарев Василий Дмитриевич (1798 — 6 марта 1856) — генерал-майор флота (6 дек. 1849), капитан Ревельского порта, кавалер ордена Св. Анны II степени с императорской короной.
- Сын Шишмарев Дмитрий Дмитриевич (9.08.1810-17.05.1853) капитан 1-го ранга, начальник Камчатской области. Похоронен на Кронштадтском кладбище.